# Carmelo Nicosia
Carmelo Nicosia (Catania, 1960) è un fotografo e fotoreporter italiano.

## Biografia
Laureato in chimica farmaceutica, dal 1979 inizia a collaborare con varie testate giornalistiche in qualità di fotoreporter.

Nel 1982 fonda insieme a Carmelo Bongiornoil gruppo di sperimentazione artistica "Gruppo Fase", e dal 1990 insegna storia e progettazione fotografica presso l'Accademia di Belle Arti di Catania, della quale ricopre il ruolo di direttore dal 2006 al 2012.
Le sue opere sono conservate presso istituzioni museali italiane ed europee e le sue immagini sono state esposte e pubblicate in tutto il mondo. È considerato uno degli esponenti più noti della “nuova fotografia italiana”.
Nel 1992 inizia una documentazione intesa come metodica di ricerca per il recupero dell'identità e del tema del viaggio, collaborando con vari gruppi di ricerca, con sociologi e antropologi, analizza le relazioni che intercorrono tra l'elemento “acqua” e le dinamiche umane.

Nel 1995 il suo lavoro La vision dans l'eau rappresenta l'Italia al Grand Prix de la Ville di Vevey.
Nel 1998 partecipa alla rassegna “Fotografia e Arte in Italia, 1968-1998”, presso la Galleria Civica di Modena, nel 1999 è selezionato per partecipare alla mostra “Da Guarene all'Etna, via mare, via terra”, che propone una rilettura del territorio italiano contemporaneo, organizzata dalla Fondazione Sandretto Re Rebaudengo per l'Arte.

Negli anni realizza una serie di progetti internazionali sulla fotografia collaborando con varie Fondazioni per l'arte contemporanea, tra le quali: Fondazione Sandretto Re Rebaudengo per l'arte, Fondazione 3M Fotografia, Fondazione del Credito Valtellinese, Fondazione del Banco di Sicilia.
Nel 2005 è tra gli artisti selezionati a partecipare alla rassegna “I Maestri della Fotografia, Il Diaframma di Lanfranco Colombo”, Fondazione Peggy Guggenheim, Venezia.
Il suo libro Ultimo Sole (2005) è una riflessione sui temi della percezione, dell'identità e della visione.
Nel 2007 Nicosia espone il progetto “Nudi”, presso la galleria Fotografia Italiana.
Nel progetto “Ali” continua la sua instancabile attenzione sulla “visione attraverso”, verso i rapporti che intercorrono tra visione e multimedialità, con un'attenzione al “divenire delle cose”. 

## Opere

### Ricerche fotografiche
- Fase, 1982-1988
- Riflessioni a mare, 1988
- I giochi di Il, 1990
- Sicilia aura celeste, 1992
- Alterazioni quotidiane: il bianco, 1992
- Le immagini scorrono sullo schermo: il viaggio, 1994
- Isole, 1994
- Aquarium de Barcelona, 1995
- Mari, 1998
- L'Ultimo Sole, 1998-2005
- Nudi, 2007
- Ali, 2007
- Una grossa nuvola oscurò il cielo.... 2011
- Japan, flight maps, 2017

### Principali mostre personali
- Mare, Carmelo Nicosia, Expo Arte il mare, Bari, 1985
- Fase, a cura di Fabrizio Crisafulli, Sala 1, Roma, 1986
- Riflessioni a mare, a cura di Lanfranco Colombo, Il Diaframma, Milano, 1993
- Vue sur mer, a cura di J. Arrouye Aubagne, Musée d'Aubagne, Lione, 1994
- I giochi di Il, Palazzo Marchesi, Palermo, 1995
- I giochi di Il, a cura di Britta Anwanteder, Literarisches colloquium, Berlino, 1995
- Carmelo Nicosia, a cura di Gisella Curti, Dryphoto Arte Contemporanea, Prato, 1999
- Carmelo Nicosia, Galleria Francoise Tirremb, Berlino, 2001
- L'ultimo sole, Alberobello Fotografia, Museo del territorio a cura di Cosmo Laera, Antonella Pierno, Denis Curti, Alberobello (Bari), 2003
- Carmelo Nicosia, a cura di Vittoria Ciolini, Dryphoto Arte Contemporanea, Prato, 2003
- Ultimo Sole, a cura di Clara Bencivenga Trillmich, Istituto Italiano di cultura di Berlino, Berlino, 2004
- L'Ultimo sole, a cura di Denis Curti, Festival di fotografia, Savignano sul Rubicone, 2005
- “Artisti della Fondazione”-Carmelo Nicosia, a cura di Filippo Maggia, Fondazione Sandretto Re Rebaudengo per l'arte Torino, 2005
- Sicilia Aura celeste, a cura di Giovanni Iovane Galleria d'arte moderna Le Ciminiere Catania, 2006
- Nudi, a cura di Fabio Castelli, Galleria Fotografia Italiana Milano, 2008
- 2009, “Orme” essenze di un miraggio, a cura di Giovanna Taviani e Angelo Scandurra, Roma, Salina(ME),Catania, Museo del Mare, itinerante mediterraneo.
- 2011, “Dialogues” Carmelo Nicosia-canecapovolto a cura di Francesco Lucifora, Teatro Garibaldi, Modica, Ragusa .
- 2012, “Luci nell’arte del presente” a cura di Ornella Fazzina, Museo del Cinema, Siracusa.
- 2015. “Una Grossa Nuvola Oscurò il Cielo…”  a cura di Le Rotte di Ulisse, Kairòs – Palazzo Nicolaci, Noto (SR).
- 2015, “DIALOGUES”, dialoghi visuali con TAHAR BEN JELLOUN,TAOBUK Festival del libro, Taormina (Messina).
- 2015, EXPO MILANO UNESCO, OMAGGIO ALLA VENERE DI MORGANTINA “RADIOGRAFIA DI UNA VENERE”, MULTIVISION SPECIFIC.
- 2016,  “PHIL STERN,WELCOME BACK TO SICILY”, photos of Carmelo Nicosia, Italian cultural institute of Los Angeles (IICLA).
- 2018, Japan, flight maps, a cura di Gianluca Collica, Fondazione Brodbeck, Catania, 2018

## Principali mostre collettive
- 1992 “25 anni diaframma”, Il Diaframma, Milano
- 1993 “Fotografi Italiani”, Accademia Carrara, Bergamo
- 1994 “Punti di vista”, a cura di F. Amodeo, Museo della Rivoltella, Trieste
- 1994 “Photographie Contemporaine”, a cura di Jan Claude Lemagny, Biblioteque Nationale de France, Paris
- 1995 “Fotografia italiana contemporanea”, a cura di Walter Guadagnini, Museo della Fotografia, Praga
- 1996 “Incidentia oppositorum”, a cura di R. Mutti, Spazio San Fedele, Milano
- 1996 “Coincidenze e contaminazioni”, a cura di Filippo Maggia, Galleria Civica, Arona
- 1996 “Orto botanico”, a cura di Paolo Portoghesi, Orto Botanico Palermo
- 1997 “Palermo”, a cura di Demetrio Paparoni, Galleria Fabio Sargentini, Roma
- 1998 “Immaginare la Costituzione” a cura di Michele Smargiassi, Walter Guadagnini, Palazzo di Città, Modena
- 1998 “Le arti della fotografia”, a cura di Flaminio Gualdoni e Walter Guadagnini, Musei Civici, Varese
- 1998 “Fotografia e Arte in Italia, 1968-1998”, a cura di Filippo Maggia e Walter Guadagnini, Palazzina dei Giardini, Galleria d'Arte Moderna, Modena
- 2002 “Da Guarene all'Etna, via mare via terra”, a cura di Filippo Maggia, Palazzina dei Giardini, Modena. Progetto a cura della Fondazione Sandretto Re Rebaudengo, Guarene
- 2000 “Carmelo Nicosia, Jan Vercruysse, Alfredo Pirri, Giuseppe Penone, Liliana Moro, Mel Bochner, Gert Verhoven”, Galleria Gianluca Collica arte contemporanea, Catania
- 2002 “Out of the wood”, a cura di Claudia Zanfi, Sala congressi di Casole, Casole d'Elsa
- 2002 “Da Guarene all'Etna”, Padiglione Italia, Venezia, a cura della Fondazione Sandretto Re Rebaudengo, Guarene
- 2002 “Città e campagna. Frontiere 2002”, a cura di Martina Corgnati, Jurgen Lenssen, 42º Premio Suzzara, Suzzara
- 2003 “La vita delle forme”, a cura di Walter Guadagnini, Silvia Ferrari, Palazzina dei Giardini, Galleria Civica Modena, Modena
- 2004 “Spread in Prato”, a cura di Pier Luigi Tazzi, Dryphoto Arte Contemporanea, Prato
- 2004 “GE/03”, Galleria d'arte Moderna, Palermo 2004. A cura della Fondazione Sandretto Re Rebaudengo, Guarene

- 2005 “Il Diaframma di Lanfranco Colombo - I Maestri della Fotografia”, a cura di Lanfranco Colombo, Peggy Guggenheim Collection, Palazzo Venier de' Leoni, Venezia
- 2005 “Mediterranea”, a cura di Clara Gelao, Pinacoteca Provinciale, Bari
- 2008 “Corigliano Calabro” a cura di Antonella Pierno, Cosenza
- 2008. “Da Qui#” 01.09 a cura di Alessandra Ferlito, Galleria Gianluca Collica;
- 2009. Da Guarene all’Etna 1999-2009, dieci anni di fotografia italiana,a cura di Filippo Maggia, Fondazione Sandretto Re Rebaudengo, Guarene d’Alba(TO).
- 2010. H2O Collezione Sandretto Re Rebaudengo Museo Evian (Francia) a cura di Francesco Bonami.
- 2011. Esprit Mediterraneen,a cura di Cosmo Laera, Pinacoteca Bari;
- 2011. BIENNALE DI VENEZIA a cura di Vittorio Sgarbi, Venezia, Siracusa. MOVING Dryphoto arte contemporanea Prato.
- 2011. IL CORPO METAFORA DI UNA ESPERIENZA collezione opere CRM Modena presso CIAC Foligno.
- 2012. “La nuova scuola di fotografia siciliana”, Palazzo delle Stelline, Milano.
- 2012. “…è Sicilia, fermati”, Villa Vallero, Rivarolo, Torino.
- 2012. “Bid for build”, ex ospedale San Agostino di Modena.
- 2013.”La materia di un sogno”, collezione Paolo Brodbeck, fondazione Brodbeck, Catania.

- 2013.”PHIL STERN. SICILY 1943, a cura di Ezio Costanzo, Galleria Credito Siciliano, Acireale, 2013 con l’opera “Phil Stern in visita ai luoghi dello sbarco (settant’anni dopo) 02-07, luglio 2013”, video slideshow – documentario.
- 2013.”IN SERIES_artist’s multiples for a multiple show Berlino/Catania/Spoleto/a cura Anna Guillot, KoobookArchive
- 2015. “CREVAL CONTEMPORARY Oltre 150 opere dalla collezione Credito Valtellinese”, Galleria Gruppo Credito Valtellinese, Milano
- 2015. “CREVAL CONTEMPORARY Oltre 150 opere dalla collezione Credito Valtellinese”, Galleria Credito Valtellinese, Sondrio.
- 2017. Imago Mundi, Zisa, Palermo
- 2017 "Invasioni", Fondazione Oelle, Acicastello, Catania.

## Pubblicazioni
- Phil Stern. Welcome back to Sicily. A cura di Ezio Costanzo. Le Nove Muse Editrice, 2014
- Eduardo, a cura di Isabella Q. De Filippo, Bompiani, Milano 1985
- Vue sur Mer, Alphee editore, Parigi 1994
- Sulle Onde del Tempo, Le Nove Muse Editrice, Catania 1997
- I giochi di Il, Editrice Hobelix, Messina 1998
- L'ultimo sole, Baldini & Castoldi, Milano 2001
- Tandis que le temps passe, edizioni dvd video Flanel, Parigi 2002
- Stelle Erranti, Le Nove Muse Editrice, Catania 2004
- Sicilia, aura celeste, Fase edizioni, Roma 2005